# HMS Dorsetshire (40)
O HMS Dorsetshire foi um cruzador pesado da Classe County operado pela Marinha Real Britânica. O navio foi construído no Estaleiro Real Portsmouth; as obras se iniciaram em setembro de 1927, ele foi lançado ao mar em janeiro de 1929 e comissionado em setembro do ano seguinte. O Dorsetshire era armado com uma bateria principal composta por oito canhões de 203 mm, conseguindo alcançar uma velocidade máxima de 31,5 nós (58,3 km/h).